# Jeffrey Romero
Jeffry Romero (Sogamoso, Boyacá, 4 de octubre de 1989) es un exciclista de ruta colombiano, su último equipo profesional colombiano de categoría Continental fue el Boyacá Raza De Campeones. Romero dio fin a su carrera como consecuencia del accidente automovilístico ocurrido entre Paipa y Tunja el 6 de junio de 2017. Poco más de un mes después y como consecuencia de ese accidente falleció el mecánico Darío Sierra, sobrino del exciclista Álvaro Sierra.

## Palmarés
2008
- 1 etapa de la Vuelta a Guatemala

2014
- 1 etapa de la Vuelta a Colombia

2015
- 3.º en el Campeonato de Colombia en Ruta

## Resultados enGrandes Vueltas
| Carrera         | 2014  | 2015 |
| Giro de Italia  | 149.º | -    |
| Tour de Francia | -     | -    |
| Vuelta a España | -     | -    |

-: no participa 

## Equipos
- Colombia es Pasión (2008)
- Boyacá es Para Vivirla (2009)
- Colombia (2012-2014)
  - Colombia-Coldeportes (2012)
  - Colombia (2013-2014)
- Lotería de Boyacá (2015)
- Boyacá Raza De Campeones (2016)